# У-ди (Западная Цзинь)
Цзиньский У-ди (кит. трад. 晉武帝), личное имя Сыма́ Янь (кит. трад. 司馬炎, пиньинь Sīmǎ Yán), взрослое имя Сыма́ Аньши́ (кит. трад. 司馬安世, пиньинь Sīmǎ Ānshì; 236 — 17 мая 290) — внук Сыма И, сын Сыма Чжао, первый император империи Цзинь (265—420). Правил в 265—290 годах, после уничтожения Восточного У (280 год) объединил Китай. У-ди известен своими несдержанностью и сладострастием, что особенно проявилось после объединения Китая. В легендах хвалится его немыслимая потенция и упоминается, что у него было 10 тысяч наложниц.
Как правило, У-ди изображается щедрым и добрым, но в то же время и расточительным правителем. Эти качества подрывали его власть, поскольку он стал чрезмерно терпимым к коррупции благородных семей и расточительности, которые истощали людские ресурсы. Основав династию Цзинь, У-ди был заинтересован в стабильности. Считая, что предшествующее государство Цао Вэй было обречено из-за отказа раздавать должности принцам императорской семьи, он одаривал властью своих дядей, двоюродных братьев и сыновей, в том числе высокими военными званиями. Однако в насмешку после его смерти это привело к дестабилизации династии, Войне восьми князей и восстанию пяти варварских племён, которые почти уничтожили династию Цзинь и оттеснили её в области к югу от реки Хуай.

## Биография

### Жизнь до основания империи Цзинь
Сыма Янь родился в 236 году у Сыма Чжао и его жены Ван Юаньцзи, дочери конфуцианского ученого Ван Су (王肅), и был их старшим сыном. Первое появление Сыма Яня на исторической арене произошло в 260 году. В это время верные его отцу войска во главе с Цзя Чуном подавили попытку императора Цао Мао взять в руки реальную власть и убили его. Сыма Янь в чине военного генерала среднего звена был уполномочен отцом сопроводить в столицу Лоян нового императора Цао Хуаня. В 263 году, когда после завоевания Шу Хань Сыма Чжао был удостоен титула Цзинь-хоу, Сыма Янь стал его наследником. Время от времени Сыма Чжао сомневался кого сделать наследником, Сыма Яня или Сыма Ю, усыновленного его братом Сыма Ши, не имевшем собственных сыновей. Учитывая роль своего брата в приобретении власти семьей Сыма, Сыма Чжао считал, что было бы более подходяще возвратить власть его фамильной линии. Однако многие высокие чиновники поддержали Сыма Яня, и Сыма Чжао согласился. После повышения титула Сыма Чжао в 264 году до Цзинь-вана (т е последнего шага к захвату трона), Сыма Янь был сделан наследником.
В 265 году Сыма Чжао умер, так и не взяв формально императорскую власть. Позже в том же году Сыма Янь вынудил Цао Хуаня отречься от престола и основал империю Цзинь.

### Ранний период правления: образование политической системы Цзинь
У-ди сразу же попытался избежать фатальной слабости, присущей, по его мнению, империи Вэй: отсутствия власти у принцев императорской фамилии. Сразу после захвата трона (265 год) он сделал князьями множество своих дядей, сыновей, родных и двоюродных братьев. У каждого из них были независимое военное командование и полная власть в пределах своих княжеств. После Войны восьми князей и потери северного Китая, эта система осталась институтом Цзинь в течение всего существования династии, а затем была принята последующими Южными династиями.
Другой проблемой, которую У-ди видел в политической системе ушедшей империи Вэй, была её суровость в уголовном праве. Он намеревался сделать более милосердную систему наказаний. Однако ключевые выгоды от этих изменений получила знать, так как быстро стало ясно, что милосердие появлялось в разной степени. В то время как знатные, часто совершающие преступления, получали лишь упреки, для простолюдинов не было никакого значимого уменьшения наказаний. Это привело к огромной по размерам коррупции и расточительной жизни знати, а малоимущие не получали помощи от правительства. Например, в 267 году стало известно, что несколько чиновников высокого уровня сговорились с окружным судьей, чтобы завладеть народной землей. У-ди отказался наказывать чиновников, в то же время жестоко покарав судью.
У-ди столкнулся с двумя основными военными проблемами почти сразу — постоянной агрессией сил враждебного Восточного У (в правление императора Сунь Хао) и восстанием сяньби и цянов в провинциях Циньчжоу (秦州) и Лянчжоу (涼州, современная Ганьсу). Большинство чиновников были встревожены восстанием сяньби и цянов, а также других неханьских народов. Сюнну, которые в 216 году после ликвидации их государства Цао Цао поселились в современной Шаньси, находились под бдительным наблюдением китайских чиновников, опасавшихся их военной мощи. Эти чиновники советовали У-ди попытаться подавить восстание сяньби и цянов до возможного завоевания Восточного У. Однако, несмотря на отправку многих генералов сражаться с сяньби и цянами, У-ди, поддержанный генералами Ян Ху, Ван Цзюнем и стратегом Чжан Хуа, в течение всего раннего периода правления подготавливал южные и восточные пограничные районы к войне против Восточного У. Его особенно вдохновляли сообщения о жестокости и глупости Сунь Хао при управлении Восточным У. Более того, поддерживающие войну с У чиновники часто ссылались на это и призывали действовать быстро. Они утверждали, что если Сунь Хао будет свергнут или умрет, Восточное У будет тяжелее завоевать.
Однако после начатого в 270 году в провинции Цинь крупного восстания сяньби во главе с Туфа Шуцзиненом (禿髮樹機能), У-ди сфокусировал внимание на Туфа, поскольку тот одержал победу над генералами Цзинь. В 271 году шаньюй сюнну Лю Мэн (劉猛) тоже восстал, и пока длилось его недолгое восстание, внимание У-ди далеко отвлеклось от Восточного У. В 271 году провинция Цзяочжоу (交州, современный северный Вьетнам), которая присягнула на верность Цзинь при её основании, была возвращена Восточным У. В 272 году генерал Восточного У Бу Чань (步闡), опасаясь наказания Сунь Хао из-за клеветы на него, попытался сдать Цзинь важный город Силин (西陵, в современном Ичане, Хубэй), но цзиньские вспомогательные войска были остановлены генералом Лу Каном, который вернул Силин и убил Бу Чаня. В свете этих неудач Ян Ху начал примирение с Лу Каном и хорошо обходился с пограничными поселенцами Восточного У, что побудило их относиться к Цзинь с одобрением.
Когда У-ди вступил на престол (265), он дал своей матери Ван Юаньцзи титул вдовствующей императрицы. В 266 году он тем же почтил свою тетю Ян Хуэйю (жену Сыма Ши), учитывая достижения дяди. В том же году У-ди сделал императрицей свою жену Ян Янь. В 267 году он сделал наследным принцем её старшего сына Сыма Чжуна, основываясь на конфуцианском принципе о наследовании трона самым старшим сыном жены императора. Однако этот выбор в конечном счете сильно способствовал политической нестабильности и упадку династии Цзинь, поскольку наследный принц Чжун казался недоразвитым и неспособным изучить важные знания, необходимые для управления. Затем У-ди сделал, быть может, ещё более фатальную ошибку: в 272 году он выбрал Чжуну жену — Цзя Наньфэн, волевую дочь знатного Цзя Чуна. С тех пор Сыма Чжун находился под тесным контролем наследной принцессы Цзя. Прежде чем умереть (274 год), императрица Ян беспокоилась о том, что новая императрица, кем бы она ни была, будет амбициозной и заменит наследного принца. Поэтому она попросила императора жениться на своей двоюродной сестре Ян Чжи. Он согласился.
В 273 году У-ди захотел выбрать себе красавиц со всей империи. Наиболее внимательно он осматривал дочерей чиновников. Также он приказал, чтобы никто в империи не заключал браки до тех пор, пока процесс избрания не завершится.

### Средний период правления: объединение Китайской империи
В 276 году У-ди серьёзно заболел, что привело к кризису преемственности. Наследный принц Чжун был законным наследником, но и чиновники, и простолюдины надеялись, что вместо него трон унаследует одаренный брат императора Сыма Ю, ван Ци. После выздоровления У-ди избавился от нескольких военных командиров из числа чиновников, считающих, что он намеревался одобрить кандидатуру Сыма Ю, но никаких иных карательных действий не предпринимал.
В конце года Ян Ху напомнил У-ди о своем плане завоевания Восточного У. Большинство чиновников, все ещё озабоченных восстанием Туфа, были против. Однако Ян Ху был поддержан Ду Юем и Чжаном. У-ди серьёзно обдумал их совет, но в это время не осуществил его.
В том же 276 году, в соответствии с обещанием покойной императрице Ян, У-ди женился на её кузене Ян Чжи и сделал её императрицей. Отец новой императрицы, Ян Цзюнь, стал ведущим чиновником в администрации, чем чрезмерно гордился.
В 279 году генерал Ма Лун (馬隆)наконец подавил восстание Туфа. У-ди сосредоточил усилия на Восточном У и поручил своему дяде Сыма Чжоу, Ван Хуню (王渾), Ван Жуну, Ху Фэню (胡奮), Ду Юю и Ван Цзюню напасть с шести направлений. Самые крупные армии были у Ван Хуня и Ван Цзюня. Каждая цзиньская армия быстро наступала и захватывала пограничные города согласно плану. Флот Ван Цзюня, направившийся на восток вниз по Янцзы, освобождал реку от флотов Восточного У. Премьер-министр Восточного У Чжан Ти (張悌)создал последний рубеж обороны, пытаясь разбить Ван Хуня, но был побежден и убит. Ван Хунь, Ван Цзунь и Сыма Чжоу достигли Цзянъе. Весной 280 года Сунь Хао был вынужден сдаться. У-ди дал Сунь Хао титул Гуймин-хоу. Интеграция бывшей территории Восточного У, судя по всему, произошла сравнительно гладко.
После падения Восточного У У-ди издал указ, по которому провинциальные губернаторы больше не отвечать за военные дела и становились только гражданскими губернаторами, региональная милиция распускалась, несмотря на сопротивление генерала Тао Хуана (陶璜) и важного чиновника Шань Тао. Оказалось, что в дальнейшем во время восстания пяти варварских племён это создавало проблемы, поскольку региональные губернаторы не могли достаточно быстро поднять войска для сопротивления. Также император отклонил совет постепенно выселять неханьцев за пределы империи.

### Поздний период правления: подготовка почвы для бедствий
В 281 году У-ди забрал 5 000 женщин из дворца Сунь Хао в свой дворец, после чего стал ещё более озабочен пиршествами и наслаждением женщинами, а не важными государственными делами. Считается, что во дворце было много красавиц, и император не знал, с кем бы ему переспать. Поэтому он ездил на маленькой телеге, запряженной козлами, и везде, где они останавливались, он также останавливался. Чтобы козлы остановились именно у них, многие женщины клали снаружи своих спален бамбуковые листья и соль. Фактически стали править отец императрицы Ян Цзюнь, и её дяди Ян Яо (楊珧) и Ян Цзи (楊濟).
У-ди стал чаще беспокоиться о том, что после его смерти трон захватит его брат Сыма Ю (Ю-ван). В 282 году он отослал Ю-вана в его княжество, несмотря на отсутствие оснований, что у Ю-вана были такие амбиции. Гневаясь, Ю-ван разболелся и умер (в 283 году).
Как только У-ди заболел (в 289 году), он стал думать, кого сделать регентом. Император считал Ян Цзюня и своего дядю Сыма Ляна, имевшего титул Жунань-ван, наиболее уважаемыми среди имперских принцев. Вследствие этого Ян Цзюнь стал бояться Сыма Ляна и отправил его в главный город Сюйчана. Несколько других имперских принцев также были отправлены в другие важные города. С 290 года У-ди принял решение сделать регентами обоих — и Ян Цзюня, и Сыма Ляна. Однако после написания завещания, оно было захвачено Ян Цзюнем, который заменил его другим, где регентом назван только он сам. Вскоре после этого У-ди умер, оставив империю недоразвитому и неспособному сыну и намерениям знати проливать кровь друг друга в борьбе за власть. Сам он не увидел бедственные последствия своего правления, но вскоре они проявились.

## Девизы правления
- Тайши (泰始 taì shǐ) 265—274
- Сяньнин (咸寧 xían níng) 275—280
- Тайкан (太康 taì kāng) 280—289
- Тайси (太熙 taì xī) 28 января 290 — 17 мая 290

## Семья
- Отец
  - Сыма Чжао, цзиньский Вэнь-ван, посмертно почитавшийся как Вэнь-ди, сын Сыма И
- Мать
  - Ван Юаньцзи (王元姬)
- Жёны
  - Императрица Ян Янь (c 266, ум. 274), мать Гуй-вана, императора Хуэй-ди, Цзянь-вана и принцесс Пинъяна, Синьфэна и Янпина
  - Императрица Ян Чжи (с 276, ум. 290), двоюродная сестра императрицы Ян Янь, мать Хуэй-вана
- Главные наложницы
  - Цзо Фэнь (左芬), поэтесса
  - Ху (胡芳), дочь Ху Фэна (胡奮), мать принцессы Уань
  - Чжугэ Вань (諸葛婉)
  - Шень, мать ванов Цзина, Вэя и Ая
  - Сюй, мать Сян-вана
  - Гуй, мать Чжи-вана
  - Чжао, мать Юй-вана
  - Чжао, мать Янь-вана
  - Ли, мать ванов Юня и Яня
  - Янь, мать Гай-вана
  - Чэнь, мать Ся-вана
  - Чжу, мать Мо-вана
  - Чэн, мать Ин-вана
  - Ван Юаньцзи (王媛姬), мать императора Хуай-ди
  - Се Цзю (謝玖), позднее наложница Хуэй-ди
  - Чжао Цань (趙粲)
- Дети
  - Сыма Гуй (司馬軌), рано умер, дан посмертный титул Дао-вана из Пилина (289)
  - Сыма Чжун (司馬衷), наследный принц (с 267), позже император Хуэй-ди
  - Сыма Цзянь (司馬柬) (р. 262), сначала ван Жунани (с 270), позже ван Наньяна (с 276), затем циньский Сянь-ван (с 289, ум. 291)
  - Сыма Цзин (司馬景), Хуай-ван Чэнъяна (с 269, ум. 270)
  - Сыма Вэй (司馬瑋) (р. 271), сначала сделан ваном Шипина, затем чуский Ин-ван (с 289, казнен императрицей Цзя Наньфэн в 291)
  - Сыма Сянь (司馬憲), Шан-ван Чэнъяна (с 270?, ум. 273?)
  - Сыма Чжи (司馬祉) (р. 271), Чун-ван Дунхая (с 273 и ум. 273)
  - Сыма Юй (司馬裕) (р. 271), Ай-ван Шипина (с 277 и ум. 277)
  - Сыма Янь (司馬演) (отличная от отца и брата тональность произношения имени), Ай-ван Дая (с 289)
  - Сыма Юнь (司馬允) (р. 272), сначала ван Пуяна (с 277), позже Чжунчжуан-ван Хуайнани (с 289, убит Сыма Лунем в 300)
  - Сыма Гай (司馬該) (р. 272), Хуай-ван Синьду (с 277, ум. 283)
  - Сыма Ся (司馬遐) (р. 273), Кан-ван Цинхэ (с 289, ум. 300)
  - Сыма Мо (司馬謨) (р. 276), Ай-ван Жуйина (ум. 286)
  - Сыма Ай (司馬乂) (р. 277), Ли-ван Чанши (с 289, понижен до вана Чаншани в 291, восстановлен в 301, Убит Сыма Юном в 304)
  - Сыма Ин (司馬穎) (р. 279), сначала ван Чэнду (с 289), позже наследный принц (с 304), затем снова понижен до вана Чэнду (в 304, вынужден был совершить самоубийство в 306)
  - Сыма Янь (司馬晏) (b. 283) (отличная от отца и брата тональность произношения имени), Сяо-ван У (с 289), понижен до вана Бинту в 300, затем ван Дая, восстановлен как ван У в 301, убит войсками Хань Чжао в 313
  - Сыма Чи (司馬熾), сначала ван Юйчжана (с 290), затем наследный принц (с 304), позже император Хуай-ди
  - Сыма Хуэй (司馬恢) (р. 283, ум. 284), посмертно сделан Шан-ваном Бохай
  - А также восемь других сыновей, умерших в раннем возрасте
  - Принцесса Чаншаня
  - Принцесса Чангуана
  - Принцесса Пинъяна
  - Принцесса Синьфэна
  - Принцесса Янпина
  - Принцесса Ваньняни
  - Принцесса Сянчэна
  - Принцесса Уани
  - Принцесса Инъяна
  - Принцесса Жунъяна
  - Принцесса Фаньчана